# Wednesday (serial telewizyjny)
Wednesday – amerykański serial telewizyjny, kryminał fantasy z elementami komedii grozy, bazujący na postaciach z rodziny Addamsów, stworzonych przez Charlesa Addamsa. Producentami są Alfred Gough i Miles Millar, w rolach głównych wystąpili m.in. Jenna Ortega, Gwendoline Christie, Riki Lindhome, Jamie McShane, Hunter Doohan, Percy Hynes White, Emma Myers, Christina Ricci, Catherina Zeta-Jones i Luis Guzmán. Cztery pierwsze odcinki wyreżyserował Tim Burton, pełniący także funkcję producenta wykonawczego. Fabuła koncentruje się na tytułowej Wednesday Addams próbującej rozwiązać zagadkę morderstw, do jakich dochodzi w okolicy jej nowej szkoły.
Burton był głównym kandydatem do wyreżyserowania filmu Rodzina Addamsów (1991), związany był także z niezrealizowanym ostatecznie filmem The Addams Family tworzonym w technice poklatkowej. W październiku 2020 poinformowano, że wyprodukuje serial telewizyjny osadzony w tym uniwersum, do którego prawa zakupił następnie Netflix. Jennę Ortegę zatrudniono po części ze względu na to, że jako Latynoska mogła oddać latynoskie pochodzenie postaci, które pomijano we wcześniejszych adaptacjach. Burton zaprosił do współpracy także Ricci, która wcieliła się w Wednesday w filmie z 1991 i jej kontynuacji, Rodzina Addamsów II (1993), powierzając jej rolę drugoplanową. Zdjęcia do pierwszej serii nagrywano w Rumunii od września 2021 do marca 2022.
Premiera pierwszej serii odbyła się 16 listopada 2022, a do dystrybucji na Netfliksie trafiła 23 listopada, spotykając się z w większości pozytywnym odbiorem ze strony recenzentów, chwalących przede wszystkim występ Ortegi. W ciągu trzech tygodni Wednesday stał się drugim najchętniej oglądanym anglojęzycznym serialem w historii platformy. Nominowana była do Złotych Globów jako najlepszy serial komediowy lub musical oraz za najlepszą aktorkę w takowym (Ortega). Zdobył cztery nagrody Emmy i nominacje dla najlepszego serialu komediowego oraz najlepszej aktorki w serialu komediowym. W styczniu 2023 Netflix zamówił produkcję drugiej serii. W obsadzie drugiego sezonu znalazła się Lady Gaga.
Premiera drugiego sezonu ma nastąpić 6 sierpnia (pierwsza część) oraz 3 września (druga część).

## Fabuła
Wednesday Addams wrzuca piranie do basenu szkolnego, by ukarać drużynę piłki wodnej, znęcającej się nad jej bratem, Pugsleym. Zostaje za to wyrzucona z liceum i otrzymuje sądowy nakaz uczęszczania na psychoterapię. Gomez i Morticia postanawiają przenieść ją do Akademii Nevermore – prywatnej uczelni dla nadprzyrodzonych istot i wyrzutków w Jericho, do której sami uczęszczali. Wednesday szybko popada w konflikt z dyrektorką szkoły, Larissą Weems, i odkrywa, że odziedziczyła po matce moce parapsychiczne, przez które doświadcza wizji. Postanawia wykorzystać je do rozwiązania serii zagadkowych morderstw, do jakich od pewnego czasu dochodzi w Jericho. Chociaż władze informują oficjalnie, że są to ataki niedźwiedzia, podejrzewają, że stoi za nimi któryś z uczniów Nevermore.

## Obsada

### Główna
- Jenna Ortega jako Wednesday Addams
  - Ortega wciela się także w Goody Addams, żyjącą w XVII w. praprzodkinię Wednesday, którą ta widzi w wizjach[5]
  - Karina Váradi jako młoda Wednesday
- Gwendoline Christie jako Larissa Weems – zmiennokształtna dyrektor Akademii Nevermore, w czasach uczniowskich współlokatorka Morticii 
  - Oliver Wickham jako młoda Larissa
- Riki Lindhome jako dr Valerie Kinbott (sezon 1) – terapeutka Wednesday
- Jamie McShane jako Donovan Galpin (sezon 1, sezon 2 – gościnnie) – szeryf Jericho, podejrzewający Wednesday o morderstwa uczniów Nevermore
  - Ben Wilson jako młody Donovan
- Hunter Doohan jako Tyler Galpin – barista w miejscowej kawiarni, syn Donovana, zakochany w Wednesday
- Percy Hynes White jako Xavier Thorpe (sezon 1) – uczeń Akademii potrafiący ożywiać swoje obrazy, doświadczający wizji podczas snów
- Emma Myers jako Enid Sinclair – wilkołak, współlokatorka Wednesday, próbująca ze wszelką cenę się z nią zaprzyjaźnić
- Joy Sunday jako Bianca Barclay – uczennica, syrena, była dziewczyna Xaviera
- Georgie Farmer jako Ajax Petropolus – uczeń, gorgona, zakochany w Enid
- Naomi J. Ogawa jako Yoko Tanaka (sezon 1) – uczennica, wampirzyca
- Christina Ricci jako Marilyn Thornhill / Laurel Gates (sezon 1, sezon 2 – gościnnie) – nauczycielka botaniki, opiekunka akademika Wednesday, młodsza siostra Garretta
- Moosa Mostafa jako Eugene Ottinger – uczeń potrafiący kontrolować pszczoły
- Steve Buscemi jako Barry Dort (sezon 2) – nowy dyrektor Akademii Nevermore
- Isaac Ordonez jako Pugsley Addams (sezon 2, sezon 1 – gościnnie) – młodszy brat Wednesday
- Owen Painter jako Siorb (sezon 2)
- Billie Piper jako Isadora Capri (sezon 2)
- Luyanda Unati Lewis-Nyawo jako Ritchie Santiago (sezon 2, sezon 1 – rola drugoplanowa) – zastępczyni szeryfa Galpina
- Victor Dorobantu jako Rączka (sezon 2, sezon 1 – rola drugoplanowa) – inteligentna odcięta dłoń, krewny Wednesday
- Noah Taylor jako Bruno Yuson (sezon 2)
- Evie Templeton jako Agnes DeMille (sezon 2)
- Luis Guzmán jako Gomez Addams (sezon 2, sezon 1 – gościnnie) – ojciec Wednesday, podejrzany o dokonanie morderstwa w czasach nauki w Nevermore
  - Lucius Hoyos jako młody Gomez
- Catherine Zeta-Jones jako Morticia Addams (sezon 2, sezon 1 – gościnnie) – matka Wednesday, była uczennica Akademii Nevermore, władająca mocami parapsychicznymi
  - Gwen Jones jako młoda Morticia

### Drugoplanowa
- Tommie Earl Jenkins jako Noble Walker (sezon 1) – burmistrz Jericha, dawniej szeryf
  - Ismail Kesu jako młody Noble
- Iman Marson jako Lucas Walker (sezon 1) – syn Noble’a, wraz z grupą znajomych dręczący Wednesday
- George Burcea (sezon 1 – gościnnie) oraz Joonas Suotamo (sezon 2) jako Lurch – lokaj Addamsów[6]

### Gościnna
- Fred Armisen jako Fester Addams – stryj Wednesday, potrafiący generować wyładowania elektrostatyczne
- Calum Ross jako Rowan Laslow (sezon 1) – uczeń, mający zdolności telekinetyczne
- William Houston jako Joseph Crackstone (sezon 1) – przodek Laurel, założyciel Jericho, bigot chcący zabić wszystkich odmieńców
- Nitin Ganatra jako dr Anwar (sezon 1) – właściciel zakładu pogrzebowego, patolog sądowy hrabstwa
- Lewis Hayes jako Garrett Gates (sezon 1) – brat Laurel, domniemana ofiara morderstwa Gomeza
- Haley Joel Osment jako Chet LaTroy (sezon 2)
- Christopher Lloyd jako prof. Orloff (sezon 2)
- Heather Matarazzo jako Judi Spannegel (sezon 2)
- Thandiwe Newton jako dr Rachael Fairburn (sezon 2)
- Anthony Michael Hall jako Ron Kruger (sezon 2)
- Joanna Lumley jako Hester Frump, babcia Wednesday (sezon 2)
- Frances O’Connor (sezon 2)
- Lady Gaga jako Rosaline Rotwood (sezon 2)

## Odcinki
| Sezon | Sezon | Odcinki | Odcinki         |                   |
| Sezon | Sezon | Odcinki | Odcinki         | Premiera          |
| ----- | ----- | ------- | --------------- | ----------------- |
|       | 1     | 8       | 8               | 23 listopada 2022 |
|       | 2     | 8       | 4               | 6 sierpnia 2025   |
| 4     | 2     | 8       | 3 września 2025 |                   |

### Sezon 1 (2022)
| Nr | # | Tytuł                            | Tytuł polski                           | Reżyseria       | Scenariusz                               | Premiera          |
| --- | - | -------------------------------- | -------------------------------------- | --------------- | ---------------------------------------- | ----------------- |
| 1 | 1 | Wednesday’s Child is Full of Woe | Najbardziej nieszczęśliwe dziecko      | Tim Burton      | Alfred Gough, Miles Millar               | 23 listopada 2022 |
| Wednesday trafia do Nevermore, gdzie rodzice potajemnie zostawiają mającego pilnować ją Rączkę. Wednesday zapoznaje się ze swoją współlokatorką, będącą jej całkowitym przeciwieństwem Enid, oraz pojedynkuje się w klubie szermierczym z nękającą Rowana Biancą – samozwańczą królową szkoły. Po zajęciach Xavier ratuje Wednesday przed spadającym na nią gargulcem. Podczas terapii dziewczyna wymyka z gabinetu doktor Kinbott i poznaje Tylera, który zgadza się pomóc jej uciec z Nevermore. Podczas dorocznego festynu Wednesday doświadcza wizji, w której widzi śmierć Rowana i rezygnuje z ucieczki, chcąc pomóc chłopakowi. Ten próbuje ją zabić, twierdząc, że będzie odpowiedzialna za zagładę Nevermore, ale sam ginie z rąk pojawiającego się nagle potwora. |   |                                  |                                        |                 |                                          |                   |
| 2 | 2 | Woe is the Loneliest Number      | Samotniczka                            | Tim Burton      | Alfred Gough, Miles Millar               | 23 listopada 2022 |
| Wednesday przekonuje sceptycznego szeryfa Galpina, że za morderstwami stoi potwór, kiedy Rowan nagle wraca do szkoły. Wednesday postanawia wyjaśnić sprawę morderstw na własną rękę. Od bezustannie obserwującej ją Weems dowiaduje się, że Rowana wydalono z uczelni. Wednesday nakazuje śledzić Rączce opuszczającego szkołę chłopaka, pod którego w rzeczywistości podszywa się zmiennokształtna Weems, przez co Rączka gubi go. Wednesday doświadcza kolejnych wizji, w których widzi podobną do niej dziewczynę i książkę dawnego uczniowskiego stowarzyszenia Wilcze Jagody. Udaje jej się odnaleźć wejście do jego siedziby, w której zostaje porwana. |   |                                  |                                        |                 |                                          |                   |
| 3 | 3 | Friend or Woe                    | Przyjaciel czy wróg?                   | Tim Burton      | Kayla Alpert                             | 23 listopada 2022 |
| Wednesday orientuje się, że została porwana przez stowarzyszenie, do którego należą m.in. Biana i Xavier. Odmawia przyłączenia się do nich, na odchodne zabierając jedną z książek. Rysunek w niej prowadzi ją do miejscowej atrakcji turystycznej, gdzie widzi obraz przedstawiający dziewczynę z jej wizji. Podążając tym tropem trafia do ruin XVII-wiecznego domu modlitwy, w którym doświadcza kolejnej wizji. Odkrywa, że dziewczyna to jej praprzodkini, Goody Addams, która jako jedyna ocalała z masakry wyrzutków urządzonej przed wiekami przez Josepha Crackstone’a, założyciela miasta. Po otrząśnięciu Wednesday widzi potwora, a podążając jego śladami stóp odkrywa, że jest człowiekiem. Podczas corocznego święta Wednesday – za sprawą Rączki – niszczy pomnik Crackstone’a, czym rozsierdza dyrektorkę. Policjanci na miejscu kolejnej zbrodni znajdują aparat fotograficzny ze zdjęciami potwora. |   |                                  |                                        |                 |                                          |                   |
| 4 | 4 | Woe What a Night                 | Niezapomniany wieczór                  | Tim Burton      | Kayla Alpert                             | 23 listopada 2022 |
| Wednesday i Rączka włamują się do kostnicy, odkrywając, że każdej ofierze potwora chirurgicznie usunięto fragment ciała. Dziewczyna zaczyna podejrzewać Xaviera; śledząc go trafia do jego pracowni, gdzie znajduje rysunki potwora. Jeden z nich prowadzi ją do jego legowiska, w którym znajduje jego pazur i przekazuje go szeryfowi do analizy DNA. Wednesday idzie na szkolny bal z Tylerem, podczas gdy będący jej wspólnikiem Eugene obserwuje legowisko, które wysadza zamaskowana postać. Bal zostaje zakłócony przez syna burmistrza i jego kolegów w akcie zemsty za zniszczenie pomnika Crackstone’a, a Wednesday doświadcza wizji, w której Eugene zostaje zaatakowany przez potwora. Biegnie do lasu, chcąc go ostrzec, znajduje go jednak już poważnie rannego. |   |                                  |                                        |                 |                                          |                   |
| 5 | 5 | You Reap What You Woe            | Kto po zasianym wietrze zbierze burzę? | Gandja Monteiro | April Blair                              | 23 listopada 2022 |
| W roku 1990 Gomez zostaje aresztowany pod zarzutem zabicia Garretta Gatesa, potomka Crackstone’a, ale ostatecznie oczyszczony z zarzutów. Podczas Weekendu Rodziców Wednesday konfrontuje się z Gomezem i Morticią, odmawiającymi rozmowy na temat wydarzeń sprzed 32 lat. Miejscowy patolog popełnia samobójstwo, w pożegnalnym liście wyznając, że sfałszował raport z autopsji Garretta. Szeryf uznaje to za dowód winy Gomeza i aresztuje go. Morticia przyznaje, że to ona w akcie samoobrony zabiła Gatesa, a Gomez wziął winę na siebie. Morticia i Wednesday rozkopują grób Garretta, odkrywając, że zmarł jeszcze przed zadaniem rany przez Morticię od zatrucia wilczą jagodą, którą na rozkaz ojca miał otruć wszystkich w Nevermore. Addamsowie konfrontują się z burmistrzem; ten przyznaje, że jako szeryf zatuszował prawdę na polecenie ojca Gatesa i zgadza się na uwolnienie Gomeza w zamian za nieujawnianie prawdy. W szkole Weems niechętnie przyznaje, że to ona udawała Rowana po jego śmierci, żeby nie narażać na szwank reputacji Nevermore. |   |                                  |                                        |                 |                                          |                   |
| 6 | 6 | Quid Pro Woe                     | Coś za coś                             | Gandja Monteiro | April Blair                              | 23 listopada 2022 |
| Goody nakazuje Wednesday zbadać dom Gatesów. Na miejscu Wednesday widzi wychodzącego z budynku burmistrza Walkera i zakrada się do jego samochodu; ten po dotarciu do miasta zostaje potrącony i trafia do szpitala. Weems zamyka szkołę i zabrania Wednesday opuszczać kampus, tej jednak udaje się wymknąć dzięki pomocy Enid i Tylera. W domu Gatesów odkrywają, że Laurel – młodsza siostra Garretta, od lat uznawana za zmarłą – prawdopodobnie wciąż żyje. W piwnicy znajdują części ciał ofiar potwora i zostają przez niego zaatakowani. Wednesday prowadzi szeryfa do piwnicy, ale ta okazuje się pusta. Zamaskowana postać zabija przebywającego w szpitalu Walkera. |   |                                  |                                        |                 |                                          |                   |
| 7 | 7 | If You Don’t Woe Me by Now       | Kim naprawdę jesteś?                   | James Marshall  | Alfred Gough, Miles Millar, Matt Lambert | 23 listopada 2022 |
| Od będącego w odwiedzinach wujka Festera Wednesday dowiaduje się, że potwór, którego szuka, to hyde. W bibliotece Wilczych Jagód znajdują dziennik założyciela Nevermore i odkrywają, że hyde zawsze musi mieć pana. Śledząc Xaviera widzą, jak ten spotyka się w lesie z doktor Kinbott. Po powrocie z randki z Tylerem Wednesday zastaje zdemolowany pokój w akademiku i poważnie rannego Rączkę, zauważa też brak dziennika. Podejrzewa, że panią hyde’a jest Kinbott, ta jednak zostaje przez niego zabita. Wednesday potwierdza ostatecznie, że Laurel Gates rzeczywiście przeżyła i to jej słucha potwór. Policja aresztuje Xaviera, którego Wednesday wskazuje jako sprawcę, podrzucając dodatkowo dowody. Podczas pocałunku z Tylerem doświadcza wizji, która wyjawia, że to on jest hyde’em. |   |                                  |                                        |                 |                                          |                   |
| 8 | 8 | A Murder of Woes                 | Mordercza konfrontacja                 | James Marshall  | Alfred Gough, Miles Millar               | 23 listopada 2022 |
| Wednesday z pomocą innych uczniów porywa Tylera i zaczyna go torturować, żeby przyznał się do bycia hyde’em. Pozostali, oburzeni jej metodami, zawiadamiają Weems; Wednesday zostaje aresztowana. Na posterunku Tyler przyznaje jej, że to on jest potworem; Weems wydala Wednesday ze szkoły. Przed opuszczeniem Nevermore dziewczyna odwiedza w szpitalu wybudzonego ze śpiączki Eugene’a, a dzięki jego opisowi postaci, którą widział w legowisku hyde’a, odkrywa, że Laurel to pani Thornhill. Wednesday i Weems – pod postacią Tylera – konfrontują się z nią; ta przyznaje, że zmanipulowała Tylera i zmusiła do zabijania, co stanowi część planu wskrzeszenia Crackstone’a i pozbycia się wszystkich odmieńców. Zabija Weems i porywa Wednesday, a za pomocą jej krwi wskrzesza swojego przodka. Ten dźga dziewczynę, która zostaje uleczona przez Goody. Enid pod postacią wilkołaka pokonuje Tylera pod postacią hyde’a. Crackstone dociera do Nevermore, gdzie zostaje pokonany przez Wednesday z pomocą Bianki, a Eugene umożliwia obezwładnienie Laurel. Xavier zostaje oczyszczony z zarzutów, a Tyler odizolowany. Nevermore zostaje zamknięte do końca semestru; kiedy Wednesday opuszcza szkołę, otrzymuje SMS z groźbami śmierci od prześladowcy. |   |                                  |                                        |                 |                                          |                   |

### Sezon 2 (2025)
| Nr      | #       | Tytuł                    | Tytuł polski                | Reżyseria       | Scenariusz                                  | Premiera        |
| Część 1 | Część 1 | Część 1                  | Część 1                     | Część 1         | Część 1                                     | Część 1         |
| ------- | ------- | ------------------------ | --------------------------- | --------------- | ------------------------------------------- | --------------- |
| 9       | 1       | Here We Woe Again        | I znowu to samo             | Tim Burton      | Alfred Gough, Miles Millar                  | 6 sierpnia 2025 |
| 10      | 2       | The Devil You Woe        | Ki diabeł                   | Paco Cabezas    | Matt Lambert                                | 6 sierpnia 2025 |
| 11      | 3       | Call of the Woe          | Zew krwi                    | Paco Cabezas    | Valentina Garza                             | 6 sierpnia 2025 |
| 12      | 4       | If These Woes Could Talk | Gdyby te ściany mogły mówić | Tim Burton      | Lauren Otero                                | 6 sierpnia 2025 |
| Część 2 |         |                          |                             |                 |                                             |                 |
| 13      | 5       |                          |                             | Angela Robinson | Erika Vazquez, Siena Butterfield            | 3 września 2025 |
| 14      | 6       |                          |                             | Angela Robinson | Alfred Gough, Miles Millar i Kayla Alpert   | 3 września 2025 |
| 15      | 7       |                          |                             | Tim Burton      |                                             | 3 września 2025 |
| 16      | 8       |                          |                             | Tim Burton      | Alfred Gough, Miles Millar i James Madejski | 3 września 2025 |

## Produkcja

### Przedprodukcja
Tim Burton był faworytem na stanowisko reżysera filmu Rodzina Addamsów (1991), jednak zrezygnował z projektu, ponieważ kolidował z Batmanem (1989) i Powrotem Batmana (1992), a film ostatecznie wyreżyserował Barry Sonnenfeld. W marcu 2010 ogłoszono, że wytwórnia Illumination Entertainment nabyła prawa do rysunków Charlesa Addamsa z serii The Addams Family, na podstawie której ma zrealizować film animowany w technice poklatkowej. Burton został wybrany na jego współscenarzystę i współproducenta, rozważano także, że go wyreżyseruje. W lipcu 2013 ogłoszono, że z filmu zrezygnowano, ponieważ – według Burtona – studio wolało zrealizować go jako animację komputerową.
W 2019 showrunnerzy Miles Millar i Alfred Gough zaczęli zarysowywać pomysł na fabułę serialu o Wednesday. Następnie nabyli prawa do marki i napisali scenariusz odcinka pilotażowego, który wysłali Burtonowi, a ten – ku ich zdziwieniu – od razu wyraził nim zainteresowanie. W jednym z wywiadów stwierdził, że postrzega świat podobnie jak Wednesday, a scenariusz zawiera sytuacje, z którymi może się utożsamiać – chociażby to, jak czuł się w szkole – co w jego opinii „nadało rodzinie Addamsów nowego wymiaru, stanowiąc interesujące połączenie”. Zdaniem Millara dla scenarzystów „niezmiernie ważne było”, żeby nie powielać wątków z filmów ani serialu z 1964. Wraz z Gough postanowili, że tematem Wednesday będzie zestawienie „wyrzutków” i „normików” oraz krytyka kolonialnych Amerykanów.
W październiku ogłoszono, że Burton zaangażował się w produkowany przez MGM Television niezatytułowany serial związany z marką Rodzina Addamsów, mając być jego reżyserem. Poinformowano także, że showrunnerami będą Gough i Millar, którzy wraz z Burtonem i Gail Berman, Jonem Glickmanem oraz Andrew Mittmanem zostali producentami. W lutym 2021 Netflix zezwolił na realizację serialu, zamawiając osiem odcinków. W sierpniu 2021 producentką została Kayla Alpert, a jako firmy producenckie zaangażowały się 1.21, Tee and Charles Addams Foundation i Glickmania. Burton wyreżyserował pierwsze cztery odcinki, twierdząc, że było to jego „pierwsza prawdziwa wycieczka do telewizji”, a za następne odpowiadali Gandja Monteiro i James Marshall. Za kostiumy odpowiadała stała współpracowniczka Burtona, Colleen Atwood.
W wywiadzie dla „Variety” Gough i Millar przyznali, że „kiedy zabierają się za serial, idealnym rozwiązaniem wydaje się, że będzie liczył kilka serii”, ale muszą czekać, żeby wiedzieć, jak przyjęta została pierwsza. Dodali, że mają „dość wyraźnie rozplanowane” to, w jakich kierunkach może podążyć dalej fabuła. W wywiadzie dla „The Hollywood Reporter” ujawnili, że seria druga poświęcona zostanie przyjaźni Wednesday z Enid oraz jej relacji z Morticią. Jenna Ortega ujawniła dodatkowo, że „skręci ona bardziej w kierunku horroru”, jednocześnie „porzucając wszelkie romantyczne wątki związane z Wednesday”. Przygotowania do realizacji drugiej serii rozpoczęły się w grudniu 2022, po przejęciu Metro-Goldwyn-Mayer przez Amazon, a jej produkcję oficjalnie zlecono w styczniu 2023. Ortega została wtedy też producentką serialu – o stanowisko to zabiegała już przy okazji realizacji pierwszej serii, jednak wówczas się na to nie zgodzono.

### Casting
Producenci do tytułowej roli poszukiwali aktorki latynoskiej, ponieważ takiego pochodzenia jest Gomez Addams, a wątek ten zawarto w scenariuszu serialu. W maju 2021 rolę otrzymała Jenna Ortega, mająca korzenie meksykańskie i portorykańskie. Millar stwierdził, że już po pierwszej wideorozmowie byli przekonani, że „nikt inny na świecie” nie nadaje się lepiej do zagrania Wednesday. Ortega przyznała, że początkowo wahała się, czy zgłosić się na casting, chciała bowiem odejść od seriali dla młodzieży, przy których pracowała dla Disney Channel, i skupić się na produkcjach filmowych, ale dała przekonać się po rozmowie z Burtonem. Na początku sierpnia 2021 w roli Gomeza obsadzono Luisa Guzmána, a Catherine Zetę-Jones w nieujawnionej wówczas roli. W tym samym miesiącu ogłoszono, że do obsady dołączyli także Thora Birch, Riki Lindhome, Jamie McShane, Hunter Doohan, Georgie Farmer, Moosa Mostafa, Emma Myers, Naomi J. Ogawa, Joy Sunday i Percy Hynes White. Myers początkowo ubiegała się o rolę Wednesday.
We wrześniu obsada główna powiększyła się o Gwendoline Christie i Victora Dorobantu, zaś w rolach drugoplanowych obsadzono Isaaca Ordoneza, George’a Burceę, Tommiego Earla Jenkinsa, Imana Marsona, Williama Houstona, Luyandę Unati Lewis-Nyawo, Olivera Watsona, Caluma Rossa i Johnnę Dias Watson. W grudniu Birch zrezygnowała z udziału w projekcie, pozostawiając nieobsadzoną rolę „Tamary Novak”, opiekunki akademika Wednesday. W marcu 2022 ogłoszono, że w zastępstwie za Birch do obsady głównej dołączyła Christina Ricci, która wcieliła się w Wednesdady w filmowej Rodzinnie Addamsów i Rodzinie Addamsów II (1993). Ricci stwierdziła, że „była naprawdę zaszczycona propozycją Burtona”, z którym współpracowała wcześniej przy Jeźdźcu bez głowy (1999), jednak nieomal odmówiła przyjęcia roli ze względu na potencjalny konflikt w harmonogramie, ponieważ była już zakontraktowana do udziału w serialu Showtime Yellowjackets. Opublikowany w październiku 2022 zwiastun ujawniał, że w wujka Festera wcieli się Fred Armisen, a postać graną przez Ricci przemianowano na Marilyn Thornhill.
W kwietniu 2024 jako Barry’ego Dorta, nowego dyrektora Akademii Nevermore, obsadzono Steve’a Buscemiego, do obsady dołączyła także Thandiwe Newton jako doktor Fairburn – wówczas jeszcze w nieujawnionej roli. W maju ogłoszono, że do obsady drugiej serii dołączyli także Billie Piper jako Capri, Joanna Lumley jako babcia Addams, Evie Templeton, Owen Painter, Noah Taylor, Christopher Lloyd, Frances O’Connor, Haley Joel Osment, Heather Matarazzo i Joonas Suotamo, zaś Zeta-Jones, Guzmán, Ordonez i Lewis-Nyawo – w serii pierwszej mający role gościnne – dołączyli do obsady głównej. Percy’ego Hynesa White’a usunięto z serialu po tym, jak w mediach społecznościowych pojawiły się wpisy sugerujące, że dopuścił się napaści na tle seksualnym.

### Okres zdjęciowy

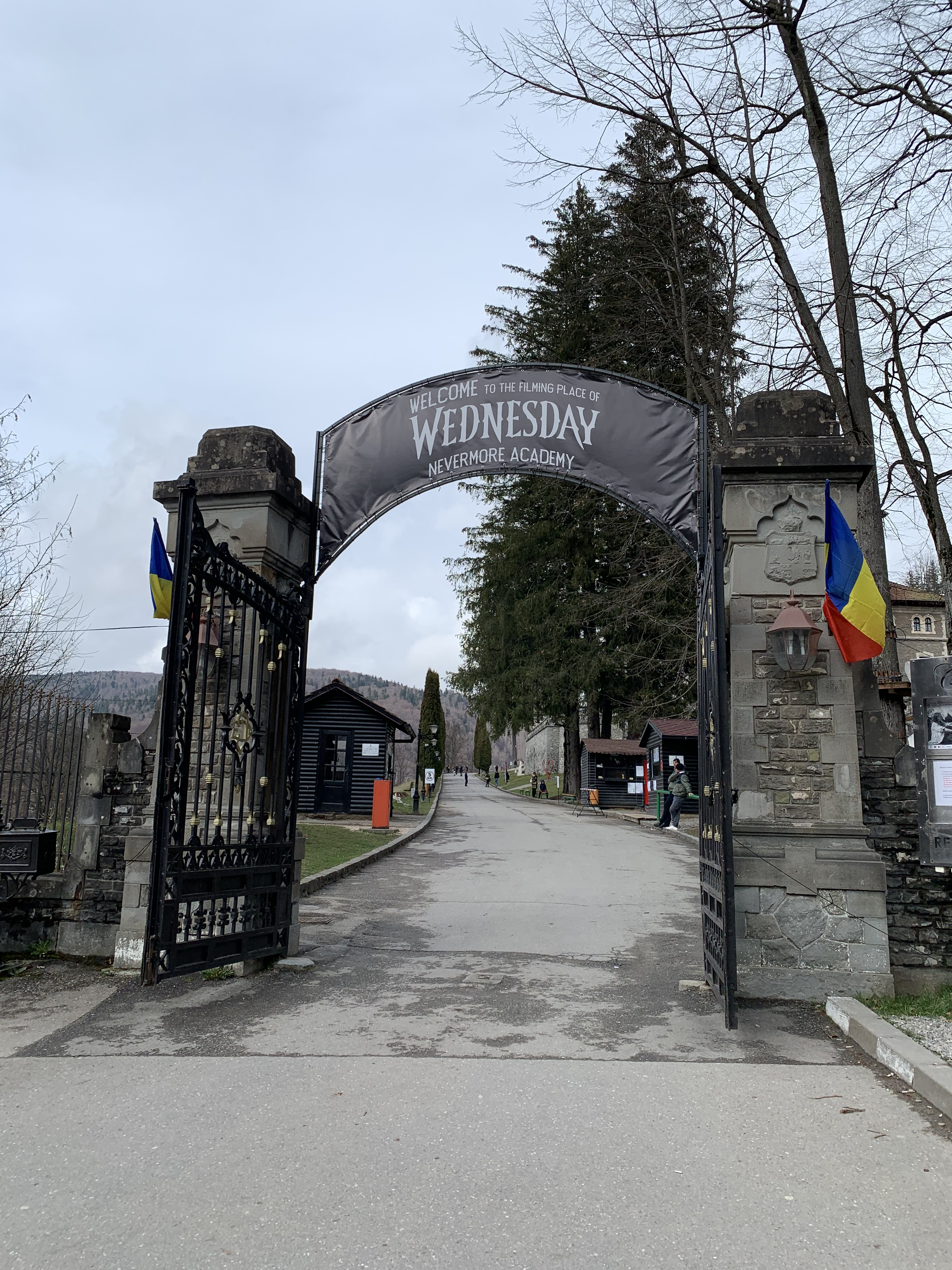
Wejście do zamku Cantacuzino w kwietniu 2023 z bannerem informującym, że nagrywano w nim zdjęcia do Wednesday.

Zdjęcia do pierwszej serii rozpoczęto we wrześniu 2021 w rumuńskiej miejscowości Bușteni, a zakończono w marcu 2023. Znajdujący się w Bușteni zamek Cantacuzino posłużył jako scenografia dla Akademii Nevermore; zdjęcia kręcono także m.in. w Bukareszcie (Uniwersytet Politechniczny posłużył jako dawne liceum Wednesday, Ogród Botaniczny jako klasa botaniki, Casa Monteoru jako wnętrza Nevermore), stacji kolejowej Sinaia w okręgu Prahova oraz w historycznej posiadłości Olgi Greceanu w okręgu Dymbowica (dom Gatesów). Zarejestrowane na planie ujęcia zewnętrza zamku Cantacuzino poddano w postprodukcji obróbce komputerowej. Inne plany, w tym m.in. Jericho, zbudowano w Buftea Studios – znajdującym się w Buftei największym rumuńskim studiu filmowym. Scenograf Mark Scruton inspirował się przede wszystkim oryginalnymi grafikami Charlesa Addamsa, a dodatkowo wcześniejszymi filmami Burtona, takimi jak Sok z żuka (1988) czy Charlie i fabryka czekolady (2005).
Ortega stwierdziła, że praca nad pierwszą serią była dla niej „bardzo stresującym i mylącym” oraz „najbardziej przytłaczającym” doświadczeniem w dotychczasowej karierze zawodowej, głównie ze względu na napięty harmonogram zdjęć, które nagrywano stosunkowo szybko. W ramach przygotowań do roli nauczyła się grać na wiolonczeli oraz brała lekcje kajakarstwa, fechtunku, łucznictwa i języka niemieckiego. Według Sunday szczególnie wyczerpujące były zajęcia z kajakarstwa, podczas których cała obsada i kaskaderzy ścigali się ze sobą przez połowę dnia, który zaczynał się o 5.30. Ortega unikała rozmawiania z Ricci o roli Wednesday, chcąc nadać jej własną osobowość, a nie powtarzać cudzy występ. Aktorka sama stworzyła choreografię tańca do piosenki „Goo Goo Muck” zespołu The Cramps, inspirując się Siouxsie Sioux, Bobem Fosse’em i nagraniami klubowego tańca subkultury gotów z lat 80. Chciała, żeby postać była spójna, dlatego zmieniała niektóre kwestie dialogowe, mogące w jej opinii pogłębić portret psychologiczny Wednesday. Część scen, w których pojawia się Rączka, nagrano z udziałem rumuńskiego magika Victora Dorobantu, wykorzystując efekty praktyczne i komputerowe. Dorobantu nosił na planie strój z blue boksu, który usunięto w postprodukcji, pozostawiając tylko dłoń aktora z nałożoną protezą imitującą jej odcięcie.
Zdjęcia do drugiej serii rozpoczęły się w maju 2024 w Irlandii. Przed strajkiem aktorów w 2023 roku Ortega prowadziła rozmowy z wytwórnią Dimension Films odnośnie do jej powrotu w siódmej części serii Krzyk. Kontrakt aktorki z wytwórnią opiewał na dwa zrealizowane już filmy, a nie chcąc, żeby trzeci potencjalnie kolidował z nagraniami do Wednesday, świadomie przedstawiła producentom wygórowane żądania finansowe, wiedząc, że ci ich nie zaakceptują.

### Muzyka
W grudniu 2021 poinformowano, że muzykę do serialu napiszą Danny Elfman, wieloletni współpracownik Burtona, oraz Chris Bacon. Na ścieżkę dźwiękową składają się zarówno oryginalne kompozycje napisane przez Elfmana i Bacona, jak również grane na wiolonczeli covery znanych piosenek, takich jak „Paint It Black” The Rolling Stones czy „Nothing Else Matters” Metalliki. Uzupełniają ją utwory muzyki klasycznej, jak „Cztery pory roku” Antonia Vivaldiego, koncert wiolonczelowy Edwarda Elgara, „Karnawał zwierząt” Camille’a Saint-Saënsa, „Gnossienne” Erika Satiego czy „Lot trzmiela” Nikołaja Rymskiego-Korsakowa.
Liczącą czterdzieści osiem utworów ścieżkę dźwiękową, poprzedzoną dwoma singlami, wydano 23 listopada nakładem Lakeshore Records. Dodatkowo 30 listopada wydano minialbum z coverami. Tony Sokol z portalu Den of Geek w recenzji ścieżki dźwiękowej stwierdził, że jest ona „ważnym bohaterem [serialu], pomagającym w przekazywaniu emocji”, sprawiającym, że „to, co straszne, jest straszniejsze, żarty zabawniejsze, a zawiłe jeszcze bardziej zagmatwane”. Linda Codega z Gizmodo uznała, że sceny z wykorzystaniem wiolonczeli „zapadają w pamięć”, a muzyka jest „miejscami bezbłędna”. Amelia Emberwing z IGN-u stwierdziła, że połączenie muzyki Elfmana z twórczością Burtona „pasują do siebie jak masło orzechowe i dżem”, a cała ścieżka dźwiękowa „miażdży”.

## Dystrybucja i marketing

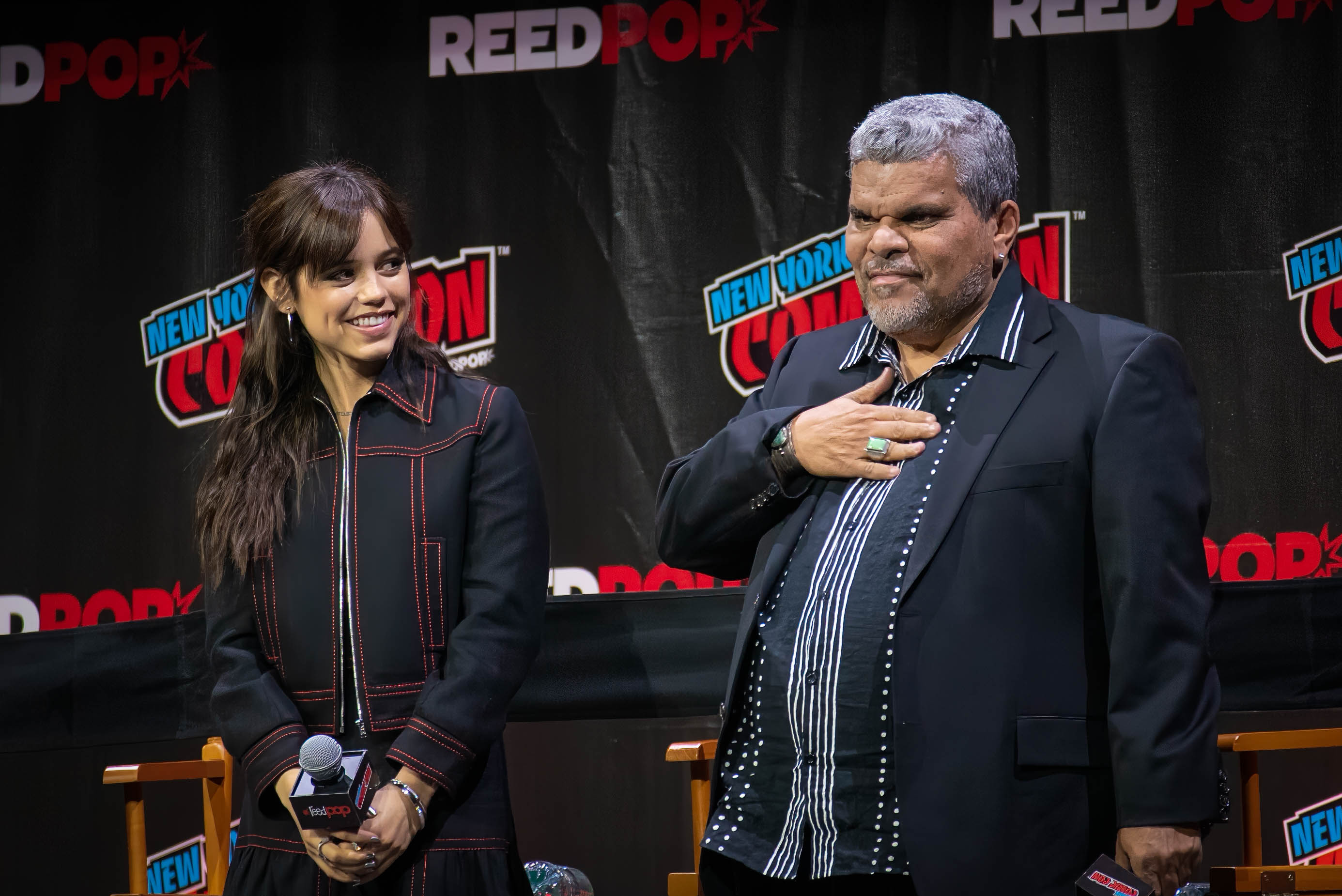
Jenna Ortega i Luis Guzmán podczas promocji serialu na New York Comic Con w 2022 r.

Teaser serialu opublikowano 17 sierpnia 2022, a pierwszy pełny zwiastun 9 października. 8 listopada opublikowano scenę otwierającą pierwszy odcinek. Światowa premiera Wednesday miała miejsce 16 listopada 2022 w Hollywood Legion Theater w Los Angeles. 23 listopada na Netfliksie udostępniono pierwszą serię. W grudniu platforma zamieściła na swoim koncie na 𝕏 materiał z reakcjami nowojorczyków na widok przechadzającego się po ulicach Rączki. W marcu 2024 w Stanach Zjednoczonych pierwszą serię wydano na Blu-rayu i DVD. 20 września 2024 Netlix opublikował krótki materiał filmowy zza kulis serii drugiej, ujawniając, że będzie ona „większa i bardziej pokręcona”, a jej premiera odbędzie się w 2025.

## Odbiór

### Oglądalność
Według informacji zgromadzonych przez firmę Whip Media na podstawie danych użytkowników z platformy TV Time, Wednesday była drugim – po Wiedźminie – najbardziej wyczekiwanym oryginalnym serialem Netfliksa. Produkcję udostępniono jednocześnie w osiemdziesięciu trzech krajach. W pierwszym tygodniu od premiery serial pobił rekord najchętniej oglądanego programu anglojęzycznego Netfliksa – oglądano go łącznie 341 mln godzin w 50 mln gospodarstw domowych, czym pobito wynik 335 mln godzin ustanowiony przez czwartą serię Stranger Things. Według Nielsen Media Research w pierwszym tygodniu serial oglądano łącznie przez 6 mld minut, co przełożyło się na drugi najlepszy tydzień w historii mediów strumieniowych. Trzy tygodnie po premierze Wednesday stała się drugim najchętniej oglądanym w historii anglojęzycznym programem platformy, oglądanym ponad 1 mld godzin w 150 mln gospodarstwach domowych. Jacob Stolworthy z „The Independent” uznał popularność serialu za „bezprecedensową” i zasugerował, że może się ona wiązać ze zleceniem spin-offu poświęconego kolejnemu członkowi rodziny Addamsów.

### Ze strony recenzentów
W agregatorze recenzji Rotten Tomatoes serial polecany jest przez 73% recenzentów, a średnia jego ocena wynosi 6,9/10 na podstawie 102 opinii. W podsumowaniu stwierdzono: „Wednesday nie jest przesadnie pełna nieszczęść dla widzów, ale bez Jenny Ortegi w głównej roli ten powiązany z Rodziną Addamsów serial równie dobrze mógłby być kolejnym dramatem CW”. W agregatorze Metacritic, korzystającym ze średniej ważonej, pierwsza seria oceniona została na 66/100 na podstawie 26 recenzji, co przełożyło się na „ogólnie pozytywny odbiór”. Recenzenci w dużej mierze chwalili przede wszystkim występ Ortegi.
Ed Power z „The Daily Telegraph” w recenzji zwieńczonej  nazwał serial „uzależniająco rokokową swawolą”, charakteryzując go jako połączenie Euforii i Hotelu Transylwania. John Anderson na łamach „The Wall Street Journal” zwrócił uwagę na „charyzmatyczny występ” Ortegi i uznał serial za „nierzadko wyborny, nawet pomimo celowego mroku”. Tom Long w zwieńczonej oceną B- recenzji dla „The Detroit News” docenił walory wizualne, śmiertelną powagę Ortegi uznał za „na tyle elastyczną, na ile powinna być”, a jej występ za balansujący na granicy karykatury, ale jej nie przekraczający, dzięki czemu „całość zdaje egzamin”. Cristina Escobar z portalu RogerEbert.com także chwaliła aktorkę i jej kamienną twarz nawet w najbardziej humorystycznych scenach, zwróciła również uwagę na „satysfakcjonujące” zakończenie serii pierwszej. Mike Hale z „The New York Timesa” stwierdził, że chociaż serial nie jest „tym, czego szukają fani Charlesa Addamsa i stworzonych przez niego postaci”, to uznał go za „znośny” nawet pomimo tego, że „zdaje egzamin tylko jako romans i kryminał dla nastolatków”, porównując go też do Harry’ego Pottera. Jesse Hassenger w recenzji dla TheWrap uznał, że odcinki wyreżyserowane przez Tima Burtona sprawiają wrażenie bardziej Veroniki Mars niż Jeźdźca bez głowy. Nick Hilton z „The Independent” ocenił serię pierwszą na , krytykując jej ton jako „bezlitośnie nabijający się z pokolenia Z”, a grę aktorską jako „bardziej płaską niż paski komiksowe z »New Yorkera«, w których zadebiutowały postacie”.

### Nagrody i nominacje
| Nagroda                                        | Rok  | Kategoria                                                         | Nominowani | Wynik     |
| ---------------------------------------------- | ---- | ----------------------------------------------------------------- | --- | --------- |
| AACTA International Awards                     | 2023 | Najlepszy serial komediowy                                        | Wednesday | nominacja |
| Art Directors Guild Awards                     | 2023 | Najlepsza scenografia w serialu z epoki lub fantasy               | Mark Scruton (odc. Najbardziej nieszczęśliwe dziecko) | nominacja |
| Astra TV Awards                                | 2023 | Najlepszy komediowy serial strumieniowy                           | Wednesday | nominacja |
| Astra TV Awards                                | 2023 | Najlepsza aktorka w komediowym serialu strumieniowym              | Jenna Ortega | nominacja |
| Astra TV Awards                                | 2023 | Najlepsza aktorka drugoplanowa w komediowym serialu strumieniowym | Christina Ricci | wygrana   |
| Astra TV Awards                                | 2023 | Najlepsza reżyseria komediowego serialu strumieniowego            | Tim Burton (odc. Najbardziej nieszczęśliwe dziecko) | nominacja |
| Astra TV Awards                                | 2023 | Najlepszy scenariusz komediowego serialu strumieniowego           | Alfred Gough i Miles Millar (odc. Najbardziej nieszczęśliwe dziecko)                                                                                               | nominacja |
| Astra Creative Arts TV Awards                  | 2023 | Najlepsza rola gościnna w serialu komediowym                      | Catherine Zeta-Jones | nominacja |
| Astra Creative Arts TV Awards                  | 2023 | Najlepsze kostiumy w produkcji fantasy lub science fiction        | Wednesday | wygrana   |
| Astra Creative Arts TV Awards                  | 2023 | Najlepsza czołówka                                                | Wednesday | nominacja |
| BAFTA                                          | 2023 | Najlepszy program międzynarodowy                                  | Wednesday | nominacja |
| British Academy Television Craft Awards        | 2023 | Najlepsza charakteryzacja i fryzury                               | Tara McDonald | nominacja |
| Critics’ Choice Super Awards                   | 2023 | Najlepszy serial grozy                                            | Wednesday | wygrana   |
| Critics’ Choice Super Awards                   | 2023 | Najlepsza aktorka w serialu grozy                                 | Jenna Ortega | wygrana   |
| Critics’ Choice Super Awards                   | 2023 | Najlepsza aktorka w serialu grozy                                 | Christina Ricci | nominacja |
| Costume Designers Guild Awards                 | 2023 | Najlepsze kostiumy w serialu współczesnym                         | Colleen Atwood i Mark Sutherland (odc. Najbardziej nieszczęśliwe dziecko)                                                                                          | wygrana   |
| Directors Guild of America Awards              | 2023 | Najlepsza reżyseria serialu komediowego                           | Tim Burton (odc. Najbardziej nieszczęśliwe dziecko) | nominacja |
| Złoty Glob                                     | 2023 | Najlepszy serial – musical lub komedia                            | Wednesday | nominacja |
| Złoty Glob                                     | 2023 | Najlepsza aktorka w serialu – musicalu lub komedii                | Jenna Ortega | nominacja |
| Golden Reel Awards                             | 2023 | Najlepszy montaż muzyki w serialu                                 | Michael T. Ryan (odc. Mordercza konfrontacja) | nominacja |
| Golden Trailer Awards                          | 2023 | Najlepsza zapowiedź serial fantasy                                | Nero (Trailer Park, Inc.) | wygrana   |
| Hollywood Music in Media Awards                | 2022 | Najlepszy motyw przewodni serialu telewizyjnego                   | Danny Elfman | nominacja |
| Make-Up Artists and Hair Stylists Guild Awards | 2023 | Najlepsza charakteryzacja – produkcja z epoki                     | Tara McDonald, Nirvana Jalalvand, Gabriela Cretan | nominacja |
| MTV Millennial Awards                          | 2023 | Zabójczy film lub serial                                          | Wednesday | nominacja |
| MTV Movie & TV Awards                          | 2023 | Najlepszy serial                                                  | Wednesday | nominacja |
| MTV Movie & TV Awards                          | 2023 | Najlepszy występ w serialu                                        | Jenna Ortega | wygrana   |
| MTV Movie & TV Awards                          | 2023 | Najlepszy bohater                                                 | Jenna Ortega | nominacja |
| MTV Movie & TV Awards                          | 2023 | Najlepszy duet                                                    | Jenna Ortega i Rączka | nominacja |
| MTV Movie & TV Awards                          | 2023 | Najlepsza scena muzyczna                                          | „Goo Goo Muck” | nominacja |
| National Television Awards                     | 2023 | Najlepszy nowy dramat                                             | Wednesday | wygrana   |
| Nickelodeon Kids’ Choice Awards                | 2023 | Najlepszy serial rodzinny                                         | Wednesday | wygrana   |
| Nickelodeon Kids’ Choice Awards                | 2023 | Najlepsza aktorka w serialu rodzinnym                             | Jenna Ortega | wygrana   |
| Nagroda Emmy                                   | 2023 | Najlepsza czołówka                                                | Aaron Becker, Joseph Ahn, James Ramirez, Lee Nelson, Eric Keller, Hsien Lun Su                                                                                     | nominacja |
| Nagroda Emmy                                   | 2023 | Najlepszy motyw przewodni                                         | Danny Elfman | wygrana   |
| Nagroda Emmy                                   | 2023 | Najlepszy makijaż nieprostetyczny – współczesny                   | Tara McDonald, Freda Ellis, Nirvana Jalalvand, Tamara Meade, Bianca Boeroiu (odc. Niezapomniany wieczór)                                                           | wygrana   |
| Nagroda Emmy                                   | 2023 | Najlepsza muzyka                                                  | Danny Elfman i Chris Bacon (odc. Samotniczka) | nominacja |
| Nagroda Emmy                                   | 2023 | Najlepsze kostiumy współczesne                                    | Colleen Atwood, Mark Sutherland, Robin Soutar, Claudia Littlefield, Adina Bucur (odc. Najbardziej nieszczęśliwe dziecko)                                           | wygrana   |
| Nagroda Emmy                                   | 2023 | Najlepsze zdjęcia                                                 | David Lanzenberg (odc. Niezapomniany wieczór) | nominacja |
| Nagroda Emmy                                   | 2023 | Najlepsza scenografia – współczesna                               | Mark Scruton, Adrian Curelea, Robert Hepburn (odc. Najbardziej nieszczęśliwe dziecko)                                                                              | wygrana   |
| Nagroda Emmy                                   | 2023 | Najlepsza organizacja kaskaderów                                  | Brett Chan, Jason Ng | nominacja |
| Nagroda Emmy                                   | 2023 | Najlepsze efekty specjalne w pojedynczym odcinku                  | Tom Turnbull, Kent Johnson, Jesse Kawzenuk, Oana Bardan, Craig Calvert, Ed Englander, John Coldrick, Brodie McNeill, Jason Troughton (odc. Mordercza konfrontacja) | nominacja |
| Nagroda Emmy                                   | 2023 | Najlepszy serial komediowy                                        | Wednesday | nominacja |
| Nagroda Emmy                                   | 2023 | Najlepsza aktorka w serialu komediowym                            | Jenna Ortega | nominacja |
| Nagroda Emmy                                   | 2023 | Najlepsza reżyseria serialu komediowego                           | Tim Burton (odc. Najbardziej nieszczęśliwe dziecko) | nominacja |
| Saturn                                         | 2024 | Najlepszy serial fantasy                                          | Wednesday | wygrana   |
| Saturn                                         | 2024 | Najlepszy nowy serial                                             | Wednesday | nominacja |
| Saturn                                         | 2024 | Najlepszy występ młodego aktora w serialu                         | Jenna Ortega | nominacja |
| Saturn                                         | 2024 | Najlepszy występ gościnny w serialu                               | Catherine Zeta-Jones | nominacja |
| Nagroda Gildii Aktorów Ekranowych              | 2023 | Najlepsza aktorka w serialu                                       | Jenna Ortega | nominacja |

## W kulturze popularnej
Po premierze pierwszej serii fenomenem internetowym stał się taniec wykonywany przez Ortegę w odcinku Niezapomniany wieczór. Wykorzystana jako tło piosenka „Goo Goo Muck” zespołu The Crumps zyskała wówczas ogromną popularność: według tygodnika „Billboard” w samych Stanach Zjednoczonych liczba jej odtworzeń w usługach strumieniowych wzrosła z 2,5 tys. do ponad 134 tys., a na platformie Spotify jej popularność wzrosła o 9500%. Popularność zdobyło także wykonywanie tańca do „Bloody Mary” z repertuaru Lady Gagi, co również przełożyło się na zainteresowanie piosenką. Taniec wykonany został m.in. przez rosyjską łyżwiarkę figurową Kamiłę Walijewą, żeńską drużynę piłki nożnej Chicago Red Stars oraz licznych celebrytów. Janelle Zara z „The Guardian” stwierdziła, że wirusowe rozprzestrzenianie się tańca „może samodzielnie przyczynić się do odrodzenia subkultury gotów wśród pokolenia Z”.

## Spin-off
18 grudnia 2023 poinformowano, że rozpoczęły się prace przygotowawcze do zrealizowania spin-offu Wednesday, którego głównym bohaterem będzie wujek Fester.